# Santiago Maravatío
Santiago Maravatío é um município do estado de Guanajuato, no México.